# Эльблонг (гмина)
Эльблонг (пол. Elbląg) — сельская гмина (волость) в Польше, входит как административная единица в Эльблонгский повят, Варминьско-Мазурское воеводство. Население — 6501 человек (на 2004 год).

## Демография
| Перепись                       | Всего   | Всего | Женщины | Женщины | Мужчины | Мужчины |
| ------------------------------ | ------- | ----- | ------- | ------- | ------- | ------- |
| Единицы                        | человек | %     | человек | %       | человек | %       |
| Население                      | 6501    | 100   | 3203    | 49,3    | 3298    | 50,7    |
| Плотность населения (чел./км²) | 33,8    | 33,8  | 16,7    | 16,7    | 17,2    | 17,2    |

## Соседние гмины
1. Эльблонг
2. Гмина Гроново-Эльблонске
3. Гмина Маркусы
4. Гмина Милеево
5. Гмина Новы-Двур-Гданьски
6. Гмина Пасленк
7. Гмина Рыхлики
8. Гмина Толькмицко